# Axinidris parvus
Axinidris parvus é uma espécie de inseto do gênero Axinidris, pertencente à família Formicidae.